# メルカノ。
『メルカノ。』は、大島永遠による日本のラブコメディ漫画作品。『月刊サンデーGENE-X』（小学館）に連載されていた。

## 概要
「F.I.L.GATE」（フィル・ゲイト）はインターネット上の巨大ポータルサイトである。フィル・ゲイト上のチャットを通じて出会う男女の恋愛模様やサイト管理者の苦悩をコメディ・タッチで描く。

## 登場人物
新条翔流（しんじょう カケル）
フィル・ゲイトのライトユーザーの高校生。普段はヤンキーだが、メールの中では「カケル」というハンドルネームで、文学少年になる。HALのメルカレ。
荒井遥香（あらい ハルカ）
フィル・ゲイトのライトユーザーの高校生。「HAL」というハンドルネームで、カケルのメルカノ。普段は大人しそうな眼鏡少女だが、空手二段で強い。翔流とはメールでは仲がいいが、実際に会うと喧嘩腰になる。
吉田良太（よしだ リョータ）
フィル・ゲイトのヘビーユーザーのフリーター。間違えてこころをフィルゲイトで落札してしまい、恋人同士になる。趣味は銀粘土作り。
こころ
フィル・ゲイト上のネットオークションで50万円で良太に落札された。思い込みが激しい性格で、良太の押しかけ女房になる。
武田直樹（たけだ ナオキ）
フィル・ゲイトの子会社「F-EYE企画」の代表。日夜、フィル・ゲイトに関わるトラブルや詐欺、バグを解決、消去しており、同じくトラブル解決を行う「ナビゲーター」と呼ばれるスタッフのスカウト、育成も行っている。
椎名亜季（しいな アキ）
「F-EYE企画」の人事部長。ナオキのパートナーで、ナビゲーターの1人。

## 単行本
1. 第1巻 2006年5月19日発行 ISBN 978-4091570482
2. 第2巻 2008年4月18日発行 ISBN 978-4091571304
3. 第3巻 2009年1月24日発行 ISBN 978-4091571601
4. 第4巻 2009年9月18日発行 ISBN 978-4091571878
5. 第5巻 2010年6月18日発行 ISBN 978-4091572189